# Lotus Cars
Lotus Cars Limited — британський виробник спортивних та гоночних автомобілів, що базується в Хетелі, Норфолк, Англія.

## Історія компанії
Lotus Cars засновано як Lotus Engineering Ltd у 1952 році Коліном Чапменом. Спочатку виробництво розташовувалось у будівлі колишньої конюшні у Хорнсі. З 1966 року виробництво перенесене на сучасний завод неподалік від Хетела. Розташований поруч із заводом старий військовий аеродром переобладнано під випробовувальний трек.
У 1982 році, у віці 54 років, від серцевого нападу помер Колін Чепмен. Його успішні гоночні автомобілі вибороли сім титулів у гонках серії Формула-1.
У 1986 році компанію придбала General Motors, продавши її 27 серпня 1993 року за $30 млн холдингу A.C.B.N. Holdings S.A. (Люксембург, контролюється італійським бізнесменом Romano Artioli, власником Bugatti Automobili SpA). У 1996 році контрольний пакет акцій викупив малайзійський концерн Perusahaan Otomobil Nasional Bhd (Proton).
У жовтні 2017 року 51% акцій компанії Lotus Cars придбав китайський концерн Geely Automobile.
Компанія допомагала розробляти Tesla Roadster та інші автомобілі Tesla.

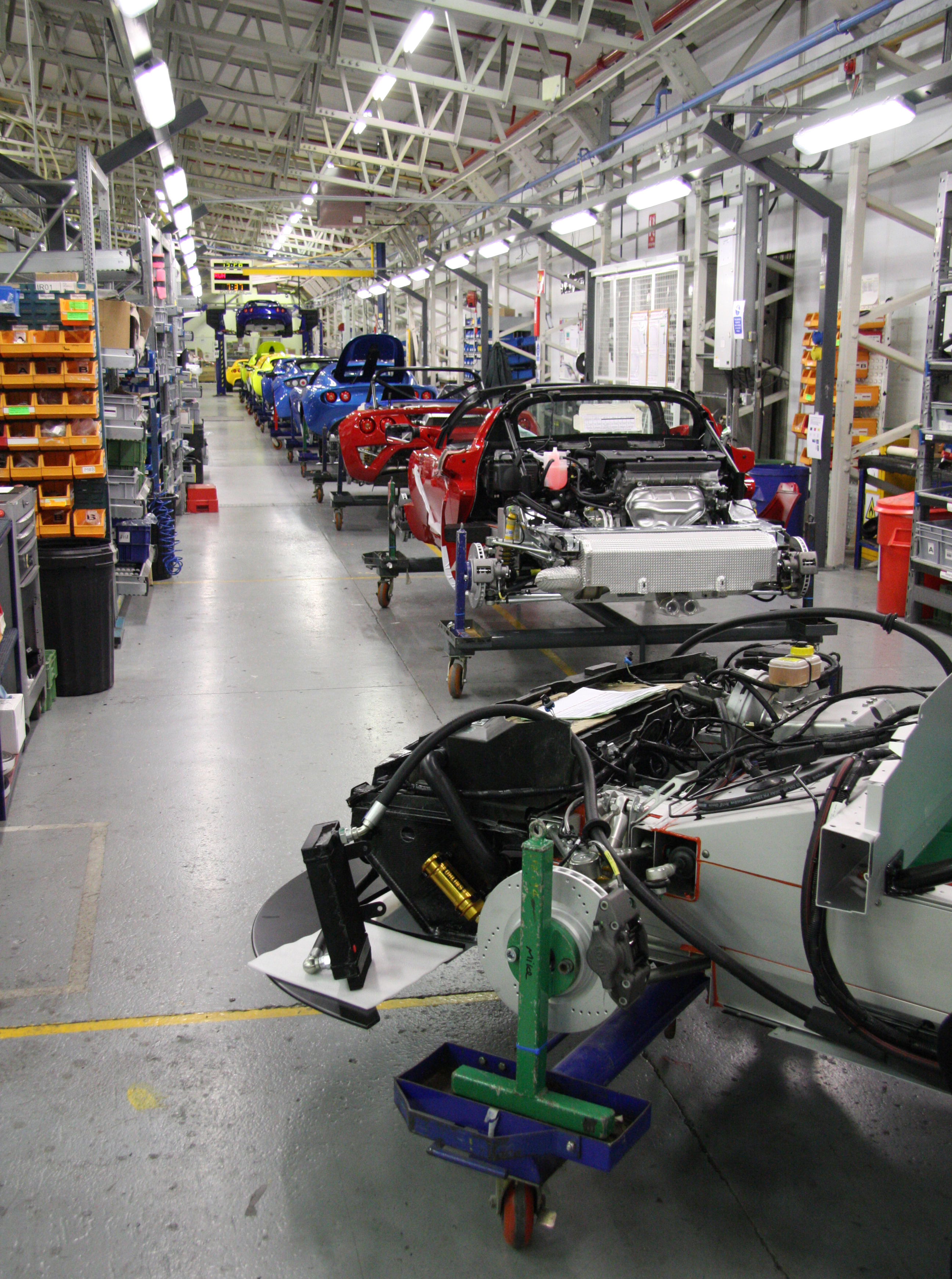
Лінія збирання автомобілів Lotus Cars, 2008

У 2010-х материнська компанія Geely заявила про плани «відновлення Lotus як провідного світового бренду розкоші». З цією метою у 2022 році були представлені кросовер Lotus Eletre, купе Lotus Emira та суперкар Lotus Evija.